# Kepaluškalnis
El Kepaluškalins (també conegut com a Pilės o Kaltinėnai) és un turó situat al districte de Šilalė, prop de la ciutat de Kaltinėnai, a la vila de Pilės. Es creu es va començar a habitar a principis de segon mil·lenni AD. La mida del monticle i les dimensions de les seves fortificacions de defensa mostren que durant les guerres amb els croats hi havia un dels castells més forts a Žemaitija i les terres de Kaltinėnai eren terres de defensa, així com l'administració de Kepaluškalnis.